# Liu Kang
Liu Kang és el personatge principal de la sèrie de videojocs de lluita, Mortal Kombat. Liu Kang és un personatge estereotip, una fusió de tradicions tant orientals com occidentals a pel·lícules d'arts marcials. Encara que en nom d'un monjo Shaolin, el seu estil i maneres estan més occidentalitzats i el seu aspecte basat en el de Bruce Lee. Es mou ràpidament i posseeix habilitats de lluita formidables. Liu Kang és un dels millors guerrers del regne de la terra. A tota la sèrie, en Liu Kang gradualment ha estat mostrat com l'heroi principal, fent-se el Campió després del primer torneig de Mortal Kombat i després segueix la recerca de Raiden. El seu interès romàntic és la princesa Kitana, però ell és incapaç d'involucrar-se en una relació a causa del fet que ell és un monjo Shaolin (aquests no poden casar-se).
En un moviment brusc que va alterar el curs de la sèrie de Mortal Kombat, Liu Kang va ser assassinat brutalment per Shang Tsung (qui tenia l'ajuda de Quan Chi) en el preludi de Mortal Kombat: Deadly Alliance, la seva ànima va ser consumida per Tsung. Ell va tornar en el Mortal Kombat: Deception, encara que com un zombi. També va ser coprotagonista al costat de Kung Lao, Sub-Zero, Scorpion i altres en el seu últim joc d'aventura: Mortal Kombat: Shaolin Monks, i tornarà una altra vegada en el Mortal Kombat: Armageddon.

## Aparicions

### En videojocs
Introduït en el primer Mortal Kombat com a monge lluitador de Shaolin Kung Fu, Liu Kang entra en el desè torneig de Mortal Kombat a fi de protegir Earthrealm de ser destruït per haver perdut diversos tornejos. Durant el torneig, Liu Kang derrota al Gran Campió Goro i l'amfitrió Shang Tsung, emergint com el nou campió de Mortal Kombat. A la seqüela, Mortal Kombat II, Liu Kang troba molts dels companys Shaolin morts en un atac viciós per una horda de mutants nòmades sota les ordres de l'emperador Shao Kahn, mestre de Shang Tsung. Enfurismat, Liu Kang decideix viatjar a Outworld, recolzat pel seu amic Kung Lao a la recerca de venjança. En el torneig, Liu Kang lluita contra Shao Kahn, i així eventualment dominar l'emperador. En Mortal Kombat 3, Liu Kang i els seus amics lluiten contra l'esquadró d'extermini de Shao Khan que va envair Earthrealm. Liu Kang una vegada més, derrota a Shao Kahn, ell i les seves forces provoquen la retirada de nou a Outworld. En el moment de Mortal Kombat 4, Liu Kang descobreix la seva amant i aliada, la Princesa Kitana, ha estat capturat per les forces del Déu Major Shinnok i comença la recerca de guerrers de la Terra per derrotar Shinnok. Eventualment, Liu Kang confronts Shinnok and once again emerges victorious with Kitana and her people having sobreviu a l'atac. No obstant això, ell és incapaç de comprometre's amb una relació a causa del seu deure, mentre que Kitana ha de romandre en Outworld com a princesa regnant.
En Mortal Kombat: Deadly Alliance, els bruixots Shang Tsung i Quan Chi uneixen forces per matar Liu Kang, que no es pot jugar en el joc. En el moment de Mortal Kombat: Deception, el seu mentor, Raiden, reanima el cos de Liu Kang i el fa desbocar-se, fent que la seva ànima pugui intentar controlar-lo. El no-mort Liu Kang apareix com un personatge secret que només pot ser desbloquejat a través del Konquest Mode. En Mortal Kombat: Unchained, la versió de PlayStation Portable de Deception, és directament jugable, ja que l'equip de desenvolupament va assenyalar que era molt difícil desbloquejar-lo en Deception. A partir d'aquí, Liu Kang recluta el ninja Ermac per intentar salvar els seus amics d'Onaga que els ha estat controlant. Acompleix aquesta tasca a Deception, però en Mortal Kombat: Armageddon encara és incapaç de controlar totalment el seu cos.
Juntament amb Kung Lao, Liu Kang és el personatge principal en el videojoc d'acció derivat Mortal Kombat: Shaolin Monks. El joc és un reexplica la història de Mortal Kombat II compta amb els dos monjos Shaolin que viatgen a Outworld per trobar i derrotar Shang Tsung, després acaba en una baralla amb Shao Khan, i el rescat de Kitana en el transcurs del videojoc. Liu Kang també protagonitza el crossover Mortal Kombat vs. DC Universe, que compta amb baralles entre els personatges dels universos de Mortal Kombat i DC Comics. En aquest joc, Liu Kang apareix com el protagonista del primer capítol del mode història de Mortal Kombat. Tobias va dir que la lluita que esperava veure en el joc va ser entre Liu Kang i Batman com va assenyalar en les seves còpies d'històries molt similars.
En el videojoc reinici de Mortal Kombat en 2011, Liu Kang repeteix el seu paper a partir dels dos primers tornejos com Raiden que té visions d'un futur en el qual Shao Kahn es va mantenir com l'últim guerrer que li creu per ser el guerrer que el seu jo futur va triar com el salvador. Liu Kang i Kitana es van comprometre sentimentalment dins d'aquesta línia de temps també. Quan Shao Kahn s'està preparant per envair Earthrealm, Raiden electrocuta Liu Kang abans que pogués fer front a ell quan es va adonar que Shao Kahn havia de guanyar i combinar els dominis per tal d'evitar els esdeveniments del futur, causant-li la mort.

#### Disseny
Liu Kang originalment anava a ser un personatge japonès anomenat Minamoto Yoshitsune, però John Tobias va declarar que no podia "tractar amb el nom". Segons Tobias, Liu Kang "originalment havia de ser un monge tradicional – calb i amb túniques – però ell va acabar pensant en algú semblant a Bruce Lee." Com es va dir en la seva targeta de bio de Mortal Kombat: Armageddon, Ed Boon va esmentar que Liu Kang va ser dissenyat per ser el personatge més fàcilment "accessible", la qual cosa significa que tant jugadors casuals com experimentats podrien jugar com ell amb poca dificultat. Segons Tobias, Liu Kang va ser deliberadament l'únic personatge que va expressar-se amb veu en el moviment final del joc original, i va ser "el millor" en la primera seqüela. Liu Kang va ser l'únic personatge en el primer joc on el moviment final (Fatality) no assassinava de forma explícita al seu oponent, i també sense l'enfosquiment de fons. Això es va deure al fet que Liu Kang va ser representat com un monjo Shaolin, que en general tenen creences estrictes pel que fa a la mort i l'assassinat. No obstant això, a partir de Mortal Kombat II, se li va permetre Fatalities sagnants, ja que es va representar partir de llavors com un monjo renegat que va decidir fer créixer el seu pèl cap enrere, i que tenia "fortes creences de Shaolin, però ja no era part dels monjos de Shaolin". En resposta als rumors que Liu Kang moriria a Mortal Kombat II i, per tant, no fer-lo aparèixer en Mortal Kombat 3, Boon va dir, "Seria com fer la tercera part de Star Wars i no tenir Luke Skywalker. Tu no ho fas això." La seva mort eventual va causar a Dan Forden, el compositor de la música de la sèrie, a fer una "cançó funeral" per Liu Kang com se sentia entristit per la seva mort. La cançó que tenia per títol "tomba de Liu Kang", seria utilitzada en Mortal Kombat: Deception en la zona de combats que mostra la seva tomba.
Liu Kang va ser interpretat per Ho Sung Pak en els dos primers videojocs, i John Tobias va declarar en una entrevista que ell originalment havia dissenyat per al personatge de ser un monjo tradicional calb, però l'actor es va negar a afaitar-se el cap. En el primer videojoc, Liu Kang va ser modelat a partir de Bruce Lee, com ell tenia els cabells curts i vestia sense camisa, amb un vestit ras de només uns pantalons negre i sabates blanques. En Mortal Kombat II, el seu equip es va reforçar amb ratlles vermelles, i amb una diadema vermella, sabates negres, i canelleres amb claus (la introducció de MKII mostra la versió més jove del personatge derrotant Shang Tsung en el fons, mentre que el personatge actual apareix en el primer pla). En Mortal Kombat 3, els seus cabells era molt més llargs, amb l'única alteració al seu equip de les tires primes embolicades de color negre a les cames per sobre dels turmells per tal de donar-li un estil més elegant per al joc. Se li va donar una samarreta sense mànigues de color vermell, a més del seu vestit habitual a Mortal Kombat 4, però el seu vestit alternatiu era blau i es va oferir de nou sense camisa. La seva vestimenta a partir del tercer joc va ser realitzat sobre Deception i Armageddon, però a causa de la seva resurrecció, la seva pell era de color gris cendra, i portava cadenes enganxades al voltant dels seus canells. Aquesta forma és també coneguda pels fans i el productor de Mortal Kombat Shaun Himmerick com el "Zombie Liu Kang". No obstant això, el seu vestit alternatiu per als dos videojocs li va presentar com una persona que viu amb la finalitat de contrastar la seva forma de no-mort. En Mortal Kombat vs. DC Universe, lluïa una versió lleugerament modificada del seu tercer vestit, a més d'un cinturó de campionat adornat amb l'emblema del drac de Mortal Kombat. Tot i que el disseny de Liu Kang a Mortal Kombat: Shaolin Monks segueix sent similar al de Mortal Kombat II, Himmerick va dir que era el més revisat del joc, juntament amb Kung Lao.

#### Jugabilitat
Liu Kang s'especialitza en puntades, amb el seu moviment més comú és volant a través de la pantalla i arribar amb una puntada de peu al tors del rival. Un altre exemple és el moviment "Bicycle Kick" en la qual Liu Kang vola a través de la pantalla amb una sèrie de múltiples puntades de peu al tors del rival que s'assemblen el pedaleig en una bicicleta, d'aquí el nom. Un tipus diferent de les seves habilitats és el "Dragon Fire": aquí Liu Kang envia una flama de foc en la forma d'un drac xinès a través de la pantalla i es dirigeixen al seu oponent. Després de Mortal Kombat II, ell guanya l'habilitat de fer això durant la gatzoneta i en l'aire, el mateix per a Deception i Armageddon.
El primer moviment final de Liu Kang és el Fatality "Shaolin Uppercut"; es realitza un butterfly kick (es confon sovint amb una roda de carro) sobre el seu oponent, abans de colpejar un uppercut que els toca en l'aire durant diversos segons. En Mortal Kombat: Shaolin Monks, hi havia dues versions; un on la víctima explota en trossos amb l'impacte i l'original, en el qual l'oponent acaba destrossat en caure a terra. En un altre Fatality, es transforma en un gran drac, mastegant la part superior del cos del seu oponent. Aquest Fatality va ser convertit en un Animality en Mortal Kombat 3 i de nou en una Fatality normal en Mortal Kombat 4. En les versions de Game Boy i Game Gear de Mortal Kombat II, el drac escp foc a l'oponent. El compositor i codissenyador John Vogel va dir que era el seu Fatality favorit a causa de la quantitat de canvis de l'aparença de Liu Kang. Un altre famós Fatality de Liu Kang era desaparèixer i en una màquina arcade de Mortal Kombat es desplegava i aixafava el seu oponent. Segons el tutorial de MK2011 en GameSpy, Liu Kang "infligeix més danys saltant per com un boig i colpejar a tot el que vegi."

### Altres aparicions
Liu Kang va ser el protagonista principal de l'adaptació als còmics de la saga Mortal Kombat gràcies a Malibu Comics. En la primera minisèrie, Blood & Thunder, la seva història de fons es manté en gran part intacte, ja que el monjo Shaolin ha de restaurar el torneig als seus propietaris justos, amb l'única diferència que ell no era l'elegit per derrotar en Goro, que en el seu lloc cauria sobre els germans bessons monjos anomenats Sing i Sang, dos personatges originals creats específicament per als còmics; després d'haver estat assassinats per Goro en el tercer exemplar, Liu Kang es converteix en l'única esperança dels Shaolin en la derrota de Shang Tsung. La següent minisèrie, Battlewave, va afirmar que Liu Kang va guanyar el primer torneig després de derrotar a Goro, que mai va aparèixer en la primera minisèrie. Ell torna a la seva vida normal com arquitecte a Chicago, havent deixat l'Ordre de la Llum abans dels esdeveniments de la primera sèrie. No obstant això, sofreix de constants atacs d'una força desconeguda de ninjes i més tard rep l'ajuda del guardaespatlles de Johnny Cage Bo quan Goro li fa una emboscada en un edifici d'oficines. Finalment decideix viatjar a Outworld, en adonar-se que no pot evitar Mortal Kombat.
Liu Kang és el protagonista principal d'ambdues pel·lícules de Mortal Kombat, on és interpretat per Robin Shou. El Director Paul W. S. Anderson volia que el personatge de Liu Kang fos "realment participatiu" i va triar en Shou, prenent nota de les seves habilitats amb les arts marcials. En la primera pel·lícula, participa en el torneig per la culpa de la mort del seu germà a mans de Shang Tsung (interpretat per Cary-Hiroyuki Tagawa), i derrota en Tsung en la batalla final. Com a resultat de l'estil de la pel·lícula, la relació entre Liu Kang i Kitana és més metafísica que de naturalesa romàntica. Shou, juntament amb Talisa Soto (Kitana), van ser un dels dos únics actors a repetir els seus papers en la continuació, Mortal Kombat: Annihilation (Keith Cooke, que interpreta Reptile, que torna, com també el nou Sub-Zero). En la continuació, Liu Kang s'uneix als guerrers d'Earthrealm per aturar l'amenaça de Shao Kahn. En la pel·lícula d'animació Mortal Kombat: The Journey Begins, servint com una preqüela de la primera pel·lícula, Liu Kang apareix com un dels personatges principals.
Liu Kang és també un dels personatges principals de la sèrie animada de 1996 Mortal Kombat: Defenders of the Realm, amb la veu de Brian Tochi. Ell no és el protagonista en la sèrie igual que la història del joc, per compartir aquesta funció amb diversos altres herois del Regne de la Terra.
Liu Kang apareix en la segona temporada de la sèrie web de 2013 Mortal Kombat: Legacy, interpretat per Brian Tee. Liu Kang a Legacy es presenta com un antiheroi i lluita al costat amb Outworld i no el Regne de la Terra en la sèrie web. En aquesta versió, es mostra que ha deixat un monestir per viure una vida normal de treball en un restaurant amb una núvia. Després de veure un parell de lladres matar-la en un intent de robatori, es consumeix amb la ira i la venjança, i s'allunya de Kung Lao i els ideals que li van ser ensenyats. Després de treballar com a assassí freelance durant uns anys, és abordat per Shang Tsung, que el convenç que la humanitat no és digne de ser protegida i li demana a unir-se al regne d'Outworld en el pròxim torneig de Mortal Kombat, que ell accepta. Durant el torneig, se sotmet fàcilment a Johnny Cage i Kurtis Stryker abans de ser confrontat per Kung Lao, que és sorprès pel canvi del seu vell amic de la lleialtat.
En 1996, Toy Island va realitzar una figura d'acció de Liu Kang que tenia una camisa blanca. Com també dos figures d'acció de Liu Kang de Shaolin Monks gràcies a Jazwares. A banda de ser flexibles, les dues figures inclouen diferents tipus d'armes, com espases i destrals. 

## Rebuda

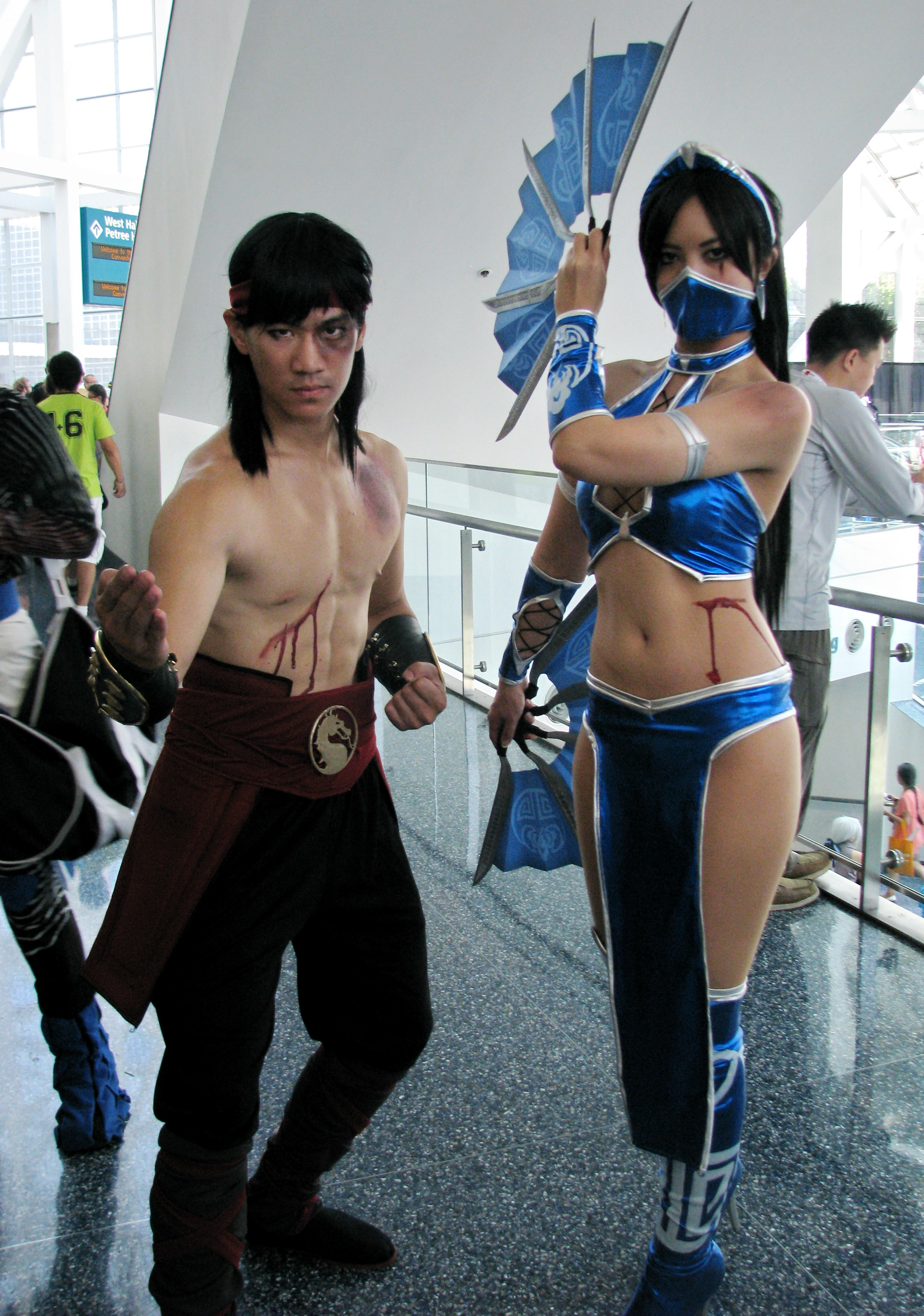
Cosplays de Liu Kang i Kitana del Mortal Kombat de 2011 a l'Anime Expo 2014 a Los Angeles

El personatge ha rebut una resposta molt positiva majoritàriament per les publicacions de videojocs. La seva relació amb Kitana es va classificar en quart lloc de la llista de millors parelles de videojocs en IGN l'any 2006. GameSpot va nominar en 2009 per al títol de "Millor Heroi de Videojoc de la Història", en el qual va perdre contra Yoshi. UGO Networks el va classificar com 94è en la llista dels herois de tots els temps en 2008, assenyalant el seu paper en la sèrie de Mortal Kombat així com la profunditat del personatge. En 2012, GamesRadar va ser classificat com a número 51è protagonista "més memorable, influent, i macarra" en els videojocs, afegint que, tot i que "Sub-Zero i Scorpion és d'on obté la major part de la fanfàrria", Liu Kang "pot disparar boles de foc, xiscles i esgarips com Bruce Lee, i va fer per primer cop el Animality amb el seu fatality de transformació en drac--no és d'estranyar que de Liu Kang és el campió triat del Regne de la Terra." En 2014, Jack Pooley de What Culture el va classificar com el segon personatge més gran de la història dels videojocs de lluita.
Igual que tots els personatges de Mortal Kombat vs. DC Universe, Liu Kang va ser seleccionat per ser un personatge jugable basat en la seva popularitat. Jesse Schedeen d'IGN va dir que "simplement no seria just tenir un joc sense [Liu Kang]," assenyalant a ser tan ferotge com els personatges de DC Universe en aquest videojoc. En 2010, GamePlayBook va classificar Liu Kang com el segon millor personatge de Mortal Kombat, comentant que "la seva agilitat i experiència de lluita resulta una elecció ideal pels fans" i que és tan bo de zombie com quan era viu. En 2011, Bright Hub va classificar Liu Kang com el segon millor personatge de la sèrie. En la llista de millors personatges de Mortal Kombat en UGO de 2012, Liu Kang se li va donar el primer lloc. En 2013, va ser classificat com el cinquè màxim personatge de Mortal Kombat per Jon Hamlin de The Game Scouts per la seva popularitat i "sent increïblement important per l'univers de Mortal Kombat." Aquell mateix any, els lectors de Dorkly el van votar com el sisè millor personatge de la sèrie.
En la seva mort en Deadly Alliance, Jeremy Dunham d'IGN va observar que Liu Kang va ser assassinat quan la sèrie necessitava una "mentalitat de reinciar", mentre que declarava a Liu Kang com el personatge més fort de la sèrie. Game Informer va parlar de la seva mort, en el seu article sobre "personatges que van morir sota el nostre rellotge" anomenant-ho un "shock" quan Liu Kang va ser declarat com un dels personatges "més estimats" de la sèrie. GamesRadar va oferir l'article citant "un clon de Bruce Lee" citant les seves similituds amb Bruce Lee i amb un dels seus crits ofert en cites famoses. El nou disseny en Mortal Kombat: Deception va ser elogiat per GameSpot per ser un dels millors títols, i va aparèixer en la llista de "majors triomfs de zombies" de GamesRadar en 2009, però també va ser classificat com el novè pitjor personatge de Mortal Kombat per ScrewAttack en 2011. Addicionalment, GamesRadar va utilitzar Liu Kang com un exemple d'un estereotip dels herois de videojoc que revelen un àlter ego dolent que arruïna trets atractius del personatge, i ho consideren "una mica com la versió Shaolin de Goku, en què ha guardat els seus temps incomptables i tornar d'entre els morts, fins i tot amb més freqüència."
El moviment final famós de Liu Kang d'esdevenir un drac va ser classificat per ScrewAttack com el segon millor de la sèrie, anomenat el Fatality més icònic en Mortal Kombat II, però el seu Fatality de tombarella del Mortal Kombat original va ser classificat per ScrewAttack com el segon pitjor de la sèrie. El Fatality del drac de Liu Kang també ha estat catalogat com un dels millors Fatalities de la sèrie tant per Game Informer com UGO en 2010, així com per Complex en 2013. D'altra banda, el seu Fatality en el qual es llança una màquina recreativa de Mortal Kombat van ser assenyalats tant per Game Informer com GamePro com un dels pitjors de la sèrie, fins i tot quan GamesRadar enumera algunes de les raons perquè Liu Kang sigui el "cap".
Algunes publicacions de videojocs van criticar la jugabilitat. Douglas Perry d'IGN va escriure que preferia Liu Kang sobre Kung Lao com un personatge jugable en Shaolin Monks pels seus "moviments de lluita intuïtius," afegint que els seus crits eren "molests" i "estranyament agradables." GameDaily també es va queixar de la veu, dient que "Liu Kang crida com un pollastre," i GamesRadar va escriure que "els estranys xiscles que emet durant el seu moviment del cop de la bicicleta són inoblidables."